# St. Johannes Baptist (Mesum)

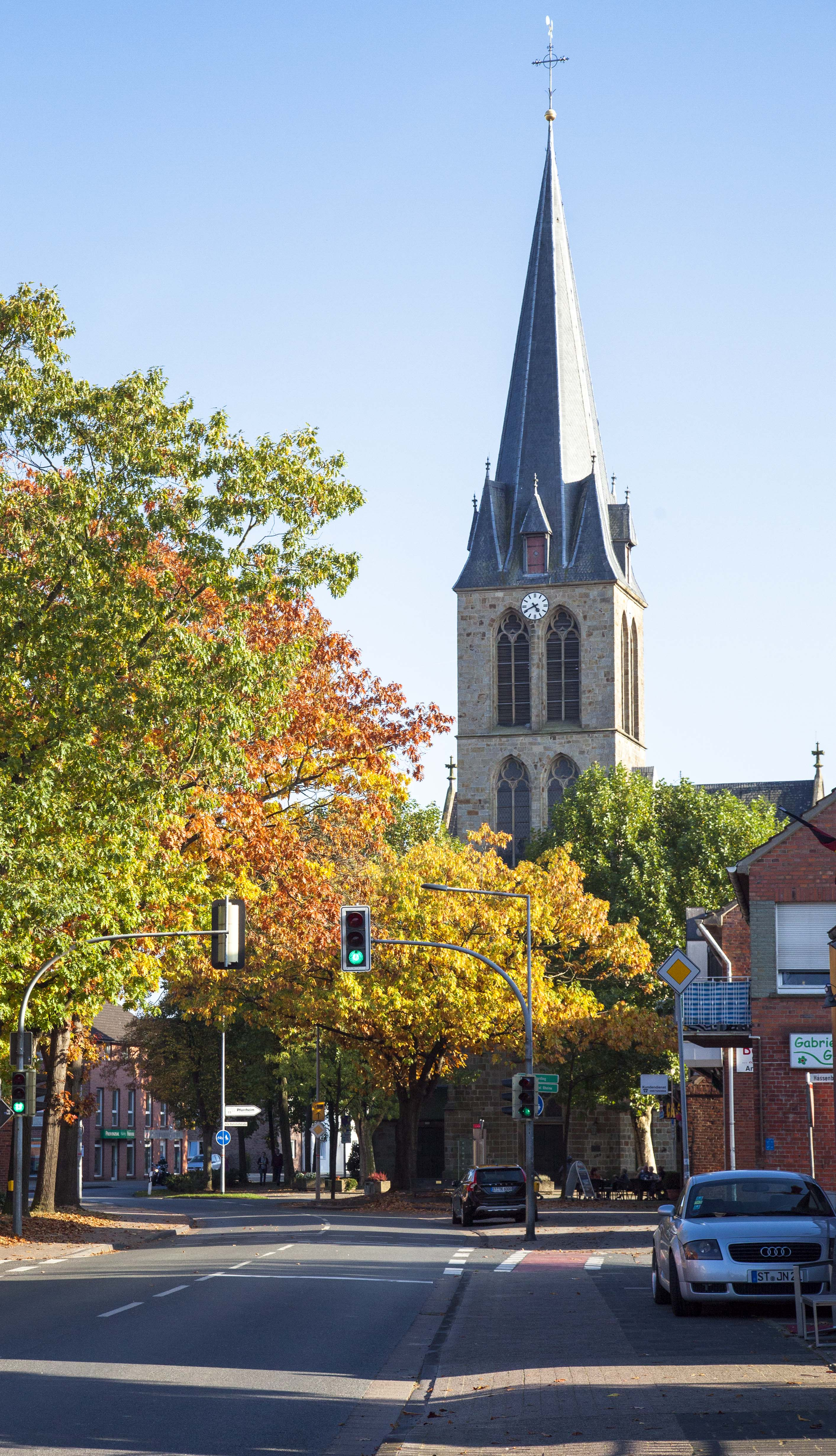
St. Johannes Baptist von Norden

Die Kirche St. Johannes Baptist in Mesum ist die katholische Pfarrkirche der Gemeinde Mesum bei Rheine. In dieser Funktion ersetzte sie im Jahr 1890 die alte Kirche gleichen Patroziniums St. Johannes der Täufer auf dem Friedhof.
Seit 2012 ist das neugotische Bauwerk die Pfarrkirche des Seelsorgebezirkes St. Johannes der Täufer, bestehend aus den ehemals eigenständigen Gemeinden Elte (St. Ludgerus), Hauenhorst (St. Mariä Heimsuchung) und Mesum (St. Johannes Baptist).

## Geschichte

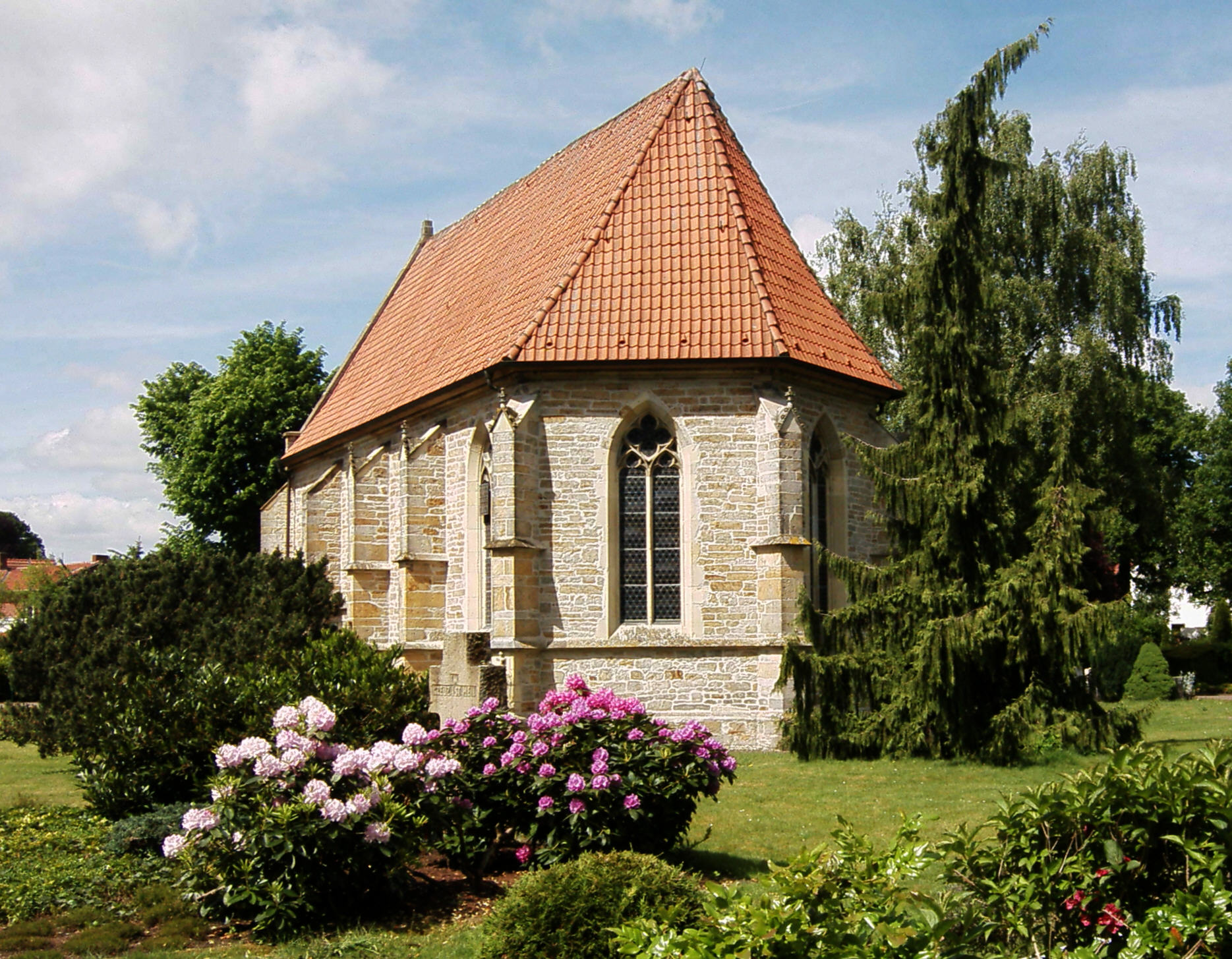
Die alte gotische Kirche auf dem Friedhof

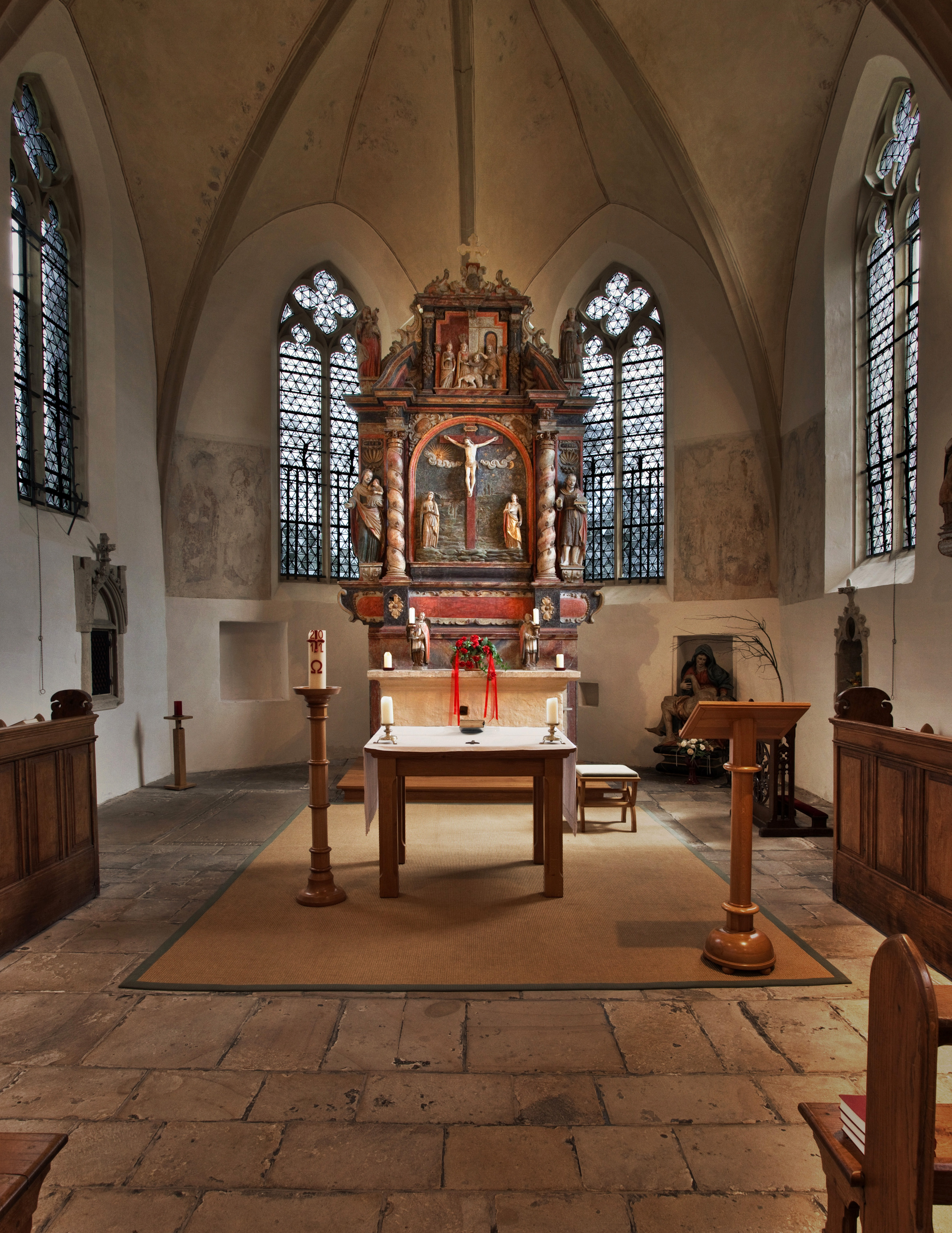
Das Innere der alten Pfarrkirche St. Johannes Bapt.

Durch die Industrialisierung im Textilhandwerk zum Ende des 19. Jahrhunderts wuchs die Einwohnerzahl in Mesum erheblich. Die Anbindung an die Eisenbahn und der Bau des Bahnhofs begünstigte die Gründung einiger bedeutender Textilbetriebe, die Arbeitskräfte aus der Gemeinde, aber auch aus den umliegenden Regionen wie dem Emsland und dem Tecklenburger Land anzogen.
Die alte gotische Kirche auf dem Friedhof wurde der Gemeinde zu klein. Der damalige Pfarrer Pelle gab den Anstoß zum Neubau einer Pfarrkirche und im Jahr 1879 gründete sich ein Kirchenbaukomitee. Vielen Bürgern war dieses Vorhaben ein wichtiges Anliegen. Dies ist daran zu erkennen, dass viele Mesumer zum Teil hohe Summen für den Neubau stifteten, sich zu jährlichen Spenden verpflichteten oder sich auf die Reise machten, um in den Nachbargemeinden sogenannte Hauskollekten durchzuführen.

## Planung
Ursprünglich wurde mit dem Baumeister Ch. Külbs aus Rheine über einen Bauplan der neuen Pfarrkirche verhandelt. Die Idee war, den schon bestehenden Bauplan einer Kirche in Bausenhagen an die Anforderungen in Mesum anzupassen. Der Kontakt nach Bausenhagen kam zustanden, als der dort tätige Pfarrer in Mesum für seinen Neubau kollektiert hatte. Nach dem vernichtenden Urteil des bekannten Architekten Franz Anton Nordhoff zog man den Auftrag an Külbs zurück. Der Tod Pastor Pelles im Jahr 1881 brachte vorerst alle weiteren Aktivitäten des Kirchenneubaus zum Erliegen.
Erst 1884 erhielt Mesum mit dem Emsdettener Johann August Bisping einen neuen Seelsorger. Er griff das Vorhaben seines Vorgängers sogleich wieder auf und wandte sich an einen der bekanntesten Kirchenarchitekten seiner Zeit: Dombaumeister Hilger Hertel den Älteren. Bereits am 27. September 1885 legte Hertel der Gemeinde seine ersten Entwürfe vor, die offensichtlich ohne Einwände genehmigt wurden.

## Finanzierung
Die von Hertel veranschlagten Baukosten in Höhe von 66.000 Mark sollte durch verschiedene Maßnahmen gedeckt werden. Allein durch Spenden des Pfarrers und wohlhabender Mesumer Bürger kamen 20.755 Mark zusammen (umgerechnet in die Kaufkraft von 2014 sind das ca. 172.200 Euro). Die Kirchenkollekte erbrachte 9727,50 Mark, die Summe aus den mühsamen Hauskollekten belief sich auf 12.118,37 Mark. Inklusiver aller weiterer Einnahmen z. B. durch die Vergabe von Kirchenplätzen zu festen Preisen an Mesumer Bürger brachte die Gemeinde einen Gesamtbetrag von 60.000 Mark zusammen.

## Bauverlauf

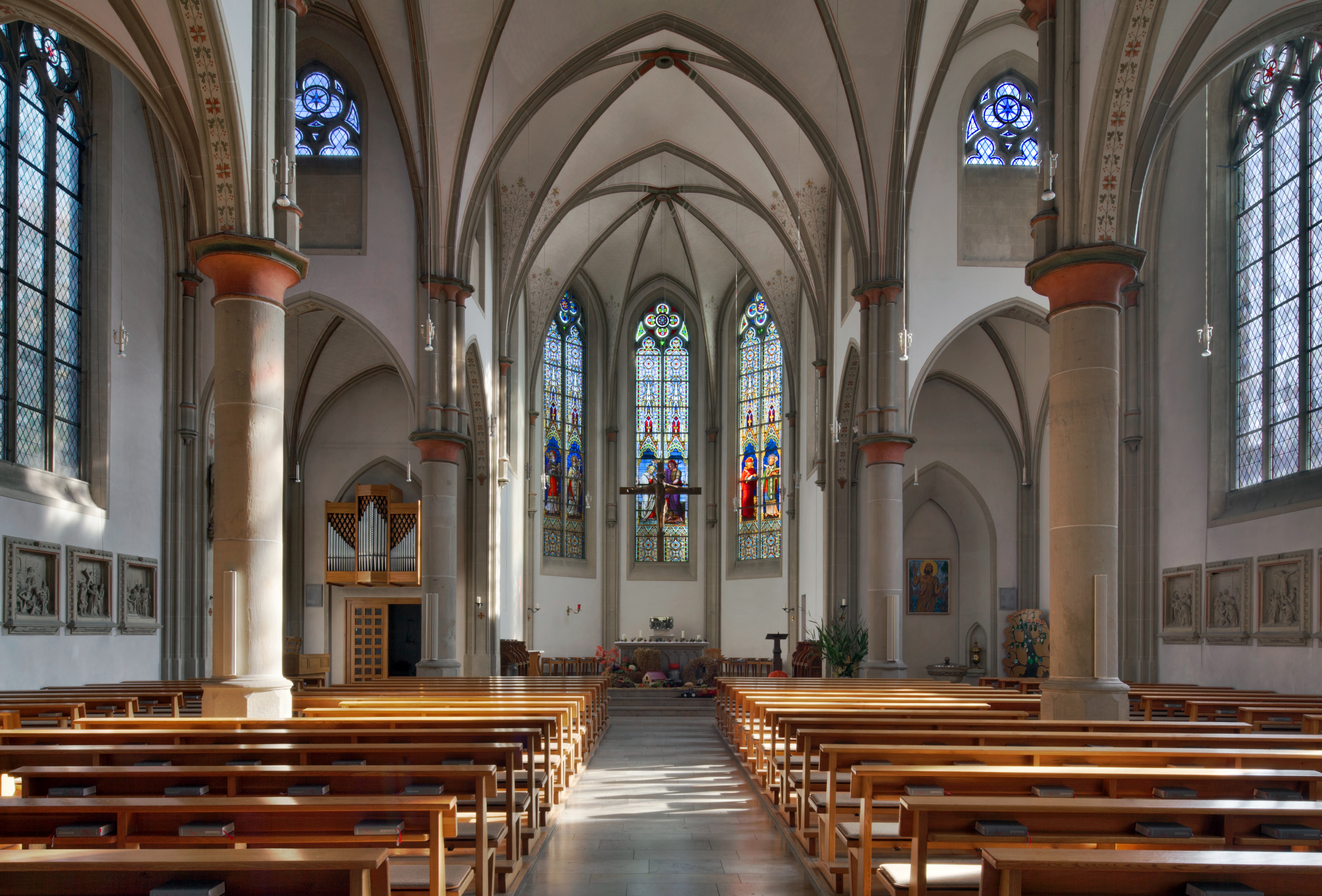
Das Innere der neuen Pfarrkirche im Jahr 2014

Im Beisein von Weihbischof Franz Wilhelm Cramer wurde am 20. Juli 1887 in einem feierlichen Akt der Grundstein zur neuen Kirche gelegt. Er befindet sich knapp unter der Erdoberfläche im Fundament des östlichen Vierungspfeilers, ist also für das heutige Auge unsichtbar vergraben. Die Mesumer halfen beim Bau nach Kräften mit. Sie erledigten Fuhr- und Handlangerdienste um die Baukosten niedrig zu halten. Während bei den Bautätigkeiten im benachbarten Borghorst (St. Nikomedes) das benötigte Steinmaterial aus einem Ibbenbürener Steinbruch mit Pferdewagen herangeschafft werden musste, machten sich die Mesumer ihren Anschluss ans Eisenbahnnetz zunutze. Eine große Erleichterung angesichts der erforderlichen 2570 Tonnen Bruchsteine.
Die Sparvorhaben der Mesumer Gemeinde gingen so weit, dass beschlossen wurde die alte Kirche auf dem Friedhof, seit Jahrhunderten bisher die Pfarrkirche der Gemeinde, abzubrechen, und die so gewonnenen Steine im Neubau wieder zu verwenden. Diesem Vorhaben viel 1888 der Westturm zum Opfer, bevor jeder weitere Abbruch des gotischen Kleinods von Seiten der münsterschen Regierung unterbunden wurde. Erforderliches Bauholz für Gerüste und Dachstuhl des Neubaus bezog man aus den Wäldern der Gemeinde.
Die beteiligten Bauunternehmungen Poggemann und Middendorf und der Steinmetzbetrieb Josef Rumöller vollendeten nach exakt dreijähriger Bauzeit pünktlich ihre Arbeiten. Der Neubau der Pfarrkirche St. Johannes Baptist konnte somit am 3. Juni 1890 durch Bischof Dingelstad feierlich eingeweiht werden.

## Architektur
Hertel gestaltete das Bauwerk ganz im Sinne des Historismus. Diese Stilepoche des ausgehenden 19. Jahrhunderts greift auf die Formensprache älterer Stilrichtungen zurück, in diesem Fall auf die Zeit der Gotik. Jedoch wich er bei der Konzeption der Mesumer Pfarrkirche in Grund- und Aufriss vom Formenvokabular der Region ab.
Die typische westfälische Dorfkirche zeigt traditionell den Grundriss einer Wegekirche mit deutlicher Ausrichtung auf den Hochaltar im Ostchor. Selbst diese Ostung ist – weniger aus architektur-ästhetischen, sondern mehr aus praktischen Gründen – in Mesum nicht vorzufinden. Der zur Verfügung stehende Bauplatz zwang Hertel zur Nord-Süd-Ausrichtung seiner Pläne.

### Grundriss

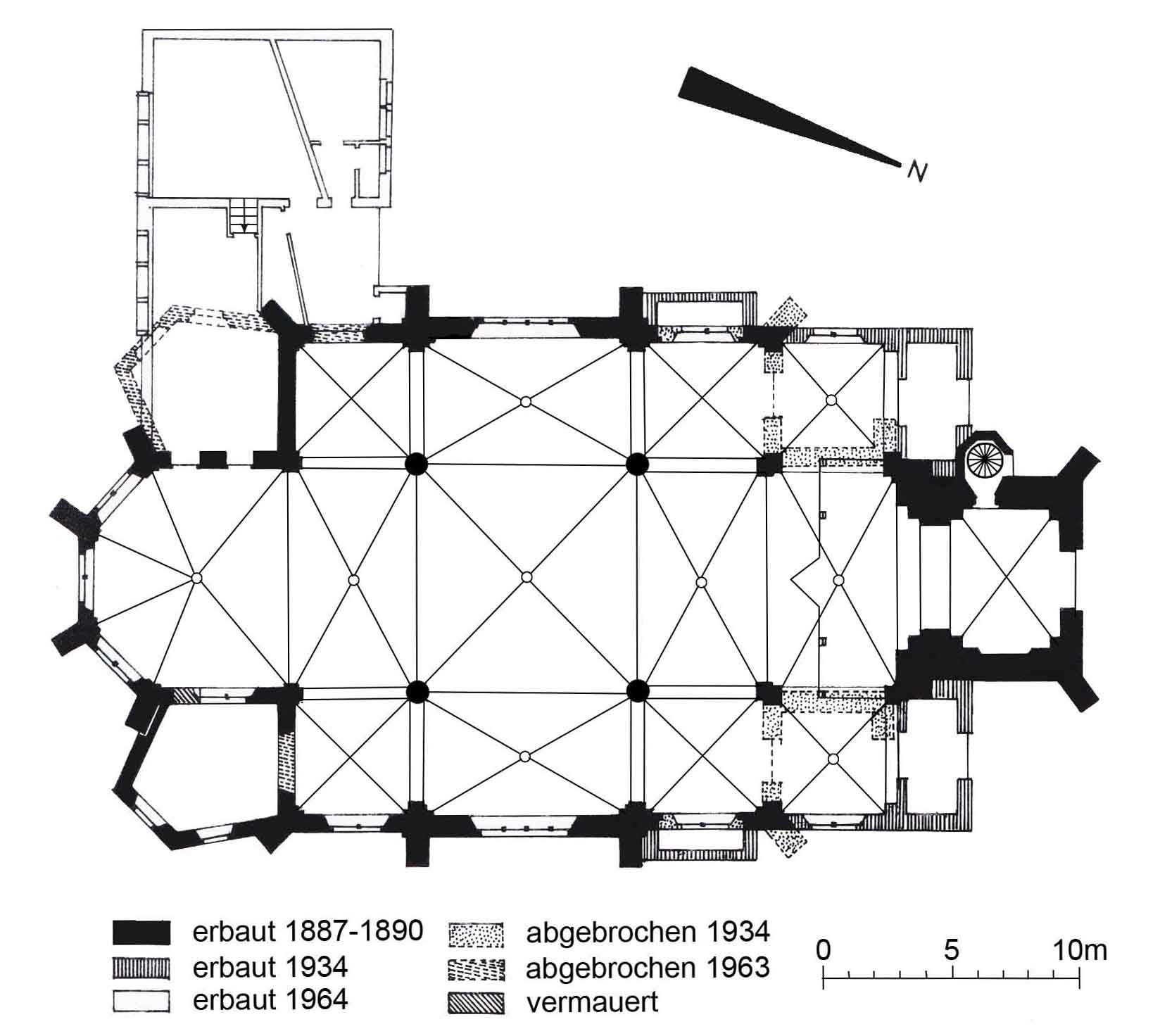
Grundriss St. Johannes Baptist

Hertel beschrieb den Mesumer Typus selber als „Kreutzkirche (Centralbau)“, ein oft benutzter Grundriss für sowohl Sakral- als auch Profanbauten, besonders in der Romanik, der Renaissance und im Barock. Er nahm sich eines der wenigen Beispiele des Zentralbaus in der gotischen Architektur des Rheinlandes (Hertel kam aus Köln) zum Vorbild: die Liebfrauenkirche in Trier, die erste hochgotische Kirche Deutschlands. Sie weist über den Zentralbaucharakter hinaus einen überaus komplizierten Grundriss auf. Von der quadratischen zentralen Vierung gehen vier gleich lange Kreuzarme aus (am östlichen mit Chorapsis), zu deren Seiten sich niedrigere Diagonalkapellen anschließen, um die Kreuzarme miteinander zu verbinden. Alle so entstehenden Winkelräume werden durch paarweise angeordnete Chorkapellen mit 5/8-Polygonen verschlossen.
Diesen Plan galt es zu einer für Mesum passenden Form zu vereinfachen. Hertel übernahm die Vierung und die sich daran anschließenden gleich langen Kreuzarme. Er füllte die entstehenden Ecken mit niedrigeren quadratischen Räumen. Im Süden fügte er den Chor mit 5/8-Schluss an, der seine nördliche Entsprechung in einem extra Joch vor dem Turm (Höhe: 56,50 Meter) findet, der somit außerhalb des Kirchenraumes steht. In den zwischen Chorjoch und Eckräumen entstandenen Winkeln positionierte Hertel zwei symmetrisch angeordnete polygonale Sakristeien.

### Aufriss

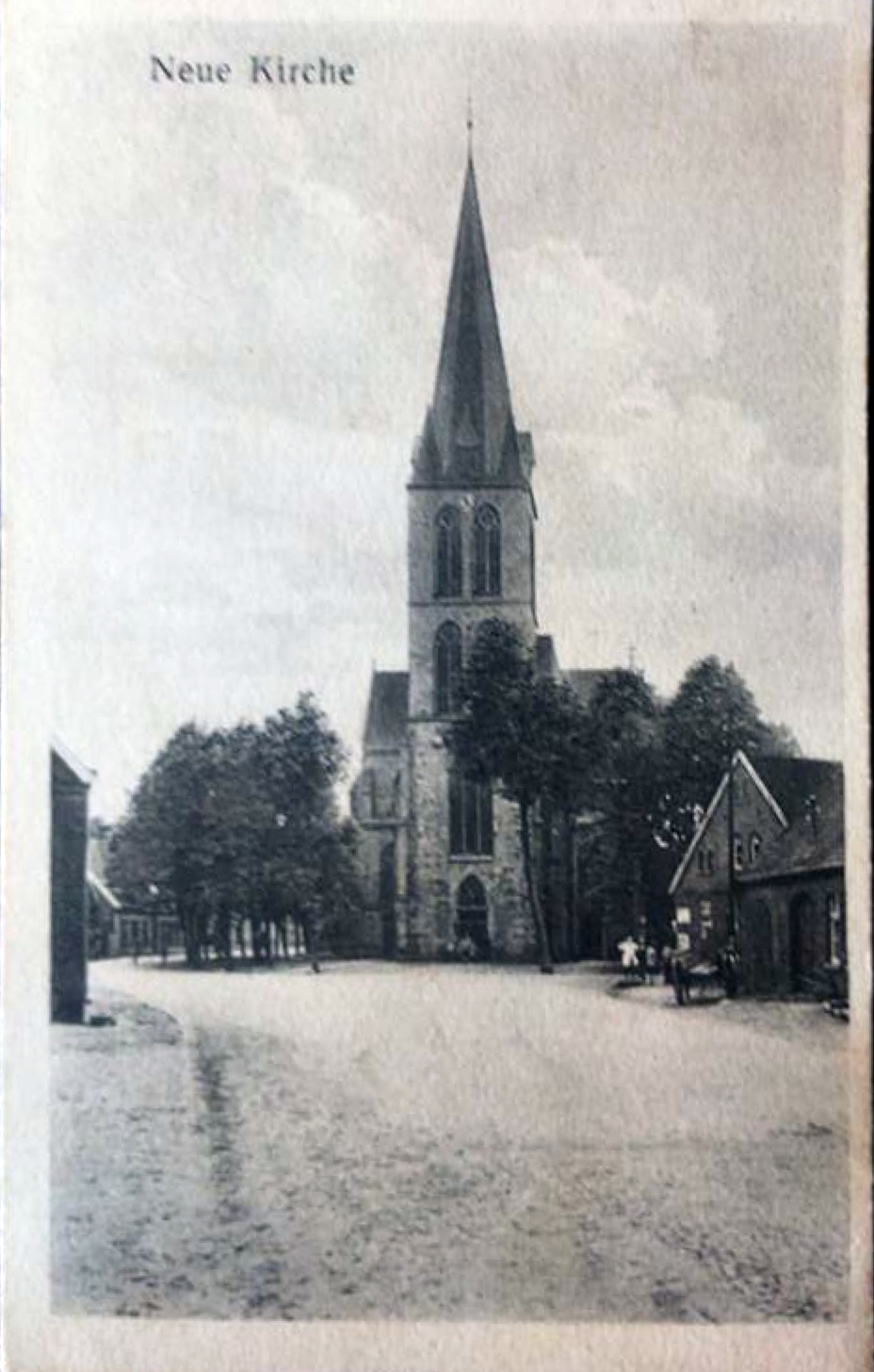
Ansicht von Norden, vor 1934

Auch für den Aufriss ergeben sich durch den unkonventionellen Plan einige Besonderheiten. Die westfälische Dorfkirche war seit dem 13. Jahrhundert fast immer eine Hallenkirche mit gleich hohen Mittel- und Seitenschiffen. Das bedeutet, dass nur die Seitenschiffe über Fenster verfügen. In Mesum jedoch findet man hoch über den flacheren Eckräumen eigene Maßwerkfenster. Auch dies ist ein Element, welches Hertel aus der Liebfrauenkirche detailgenau übernahm. Wie im Vorbild sind diese Fenster bis zur Hälfte vermauert, offen bleiben nur die gotischen Spitzbögen mit Dreipass. Das Hauptlicht dringt durch die zwei gegenüberliegenden, riesigen vierbahnigen Fenster des Querarmes in die Kirche und betont zusätzlich den zentralen Raum der Vierung. Von einer basilikalen Form mit eigener Beleuchtung von Haupt- und Mittelschiff zu sprechen ginge jedoch zu weit, da Hertel im Grundriss ursprünglich kein – für die Basilika erforderliches – deutlich ausgeprägtes mehrschiffiges Konzept vorgesehen hat.
Erst durch eine notwendige Erweiterung im Jahr 1934 durch Dombaumeister Wilhelm Sunder-Plassmann ging der Vorbildcharakter des Trierer Bauwerkes weitgehend verloren und die Ähnlichkeit zur basilikalen Form wurde hervorgehoben: man kopierte die nördlichen Eckräume zum Turm hin und erhielt somit echte Seitenschiffe und ein deutlicher wahrnehmbares Mittelschiff.
Später griff der Sohn des Architekten, Hilger Hertel der Jüngere, das Vorbild der Liebfrauenkirche in Trier noch einmal auf, als er für die Gemeinde St. Gudula in Rhede eine neue Pfarrkirche baute (geweiht 1901). Hier kam er aufgrund der größeren Dimensionen des Bauwerkes dem Vorbild erkennbar näher als sein Vater in Mesum. Auch in der Zusammenarbeit beider Hertel-Söhne (Hilger d. J. und Dombaumeister Bernhard Hertel), entstanden Kirchenbauten in Kombination aus gotisierender Formensprache und dem Zentralbau, erkennbar z. B. in der 1902 geweihten Heilig-Kreuz-Kirche im Norden Münsters.

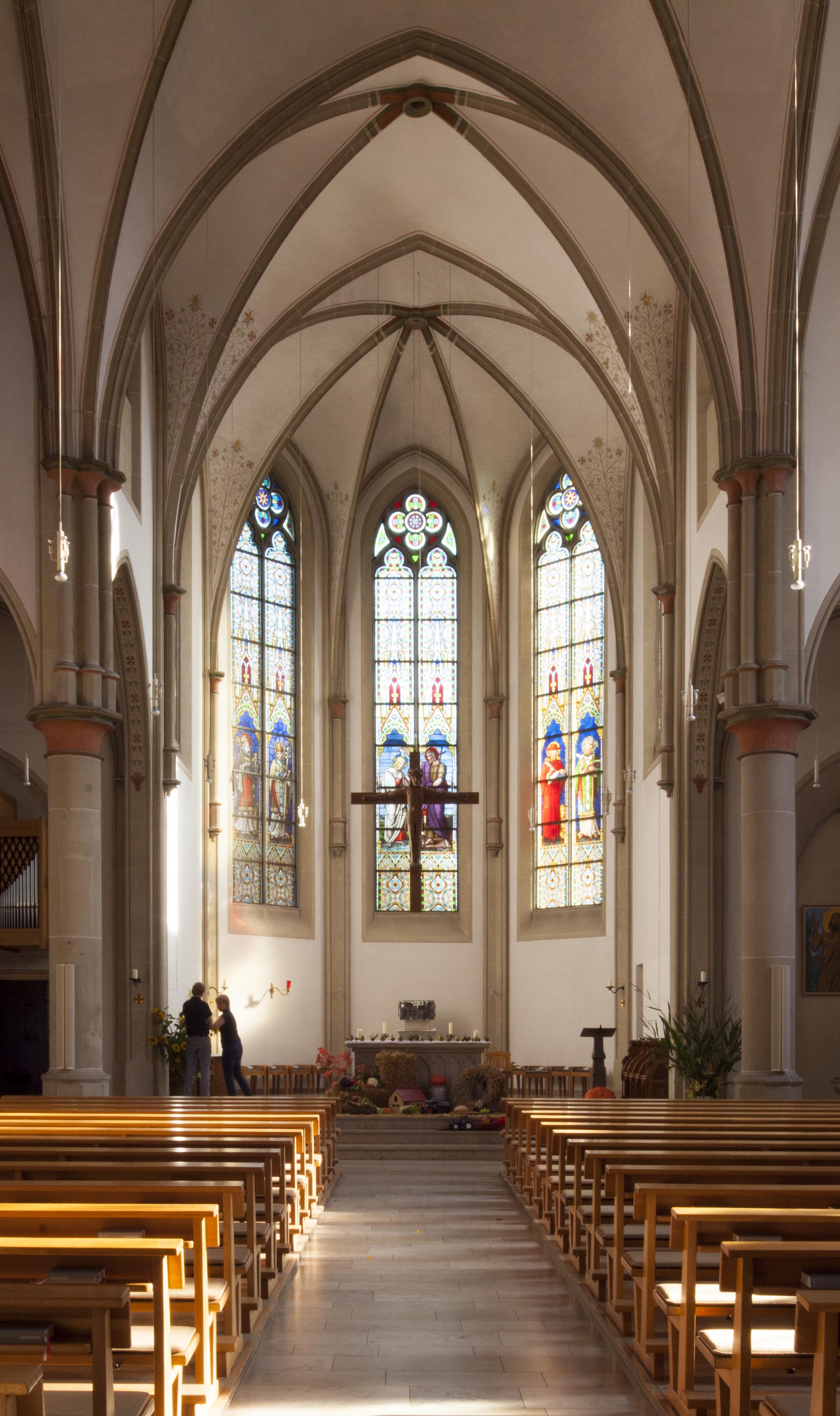
Chorraum
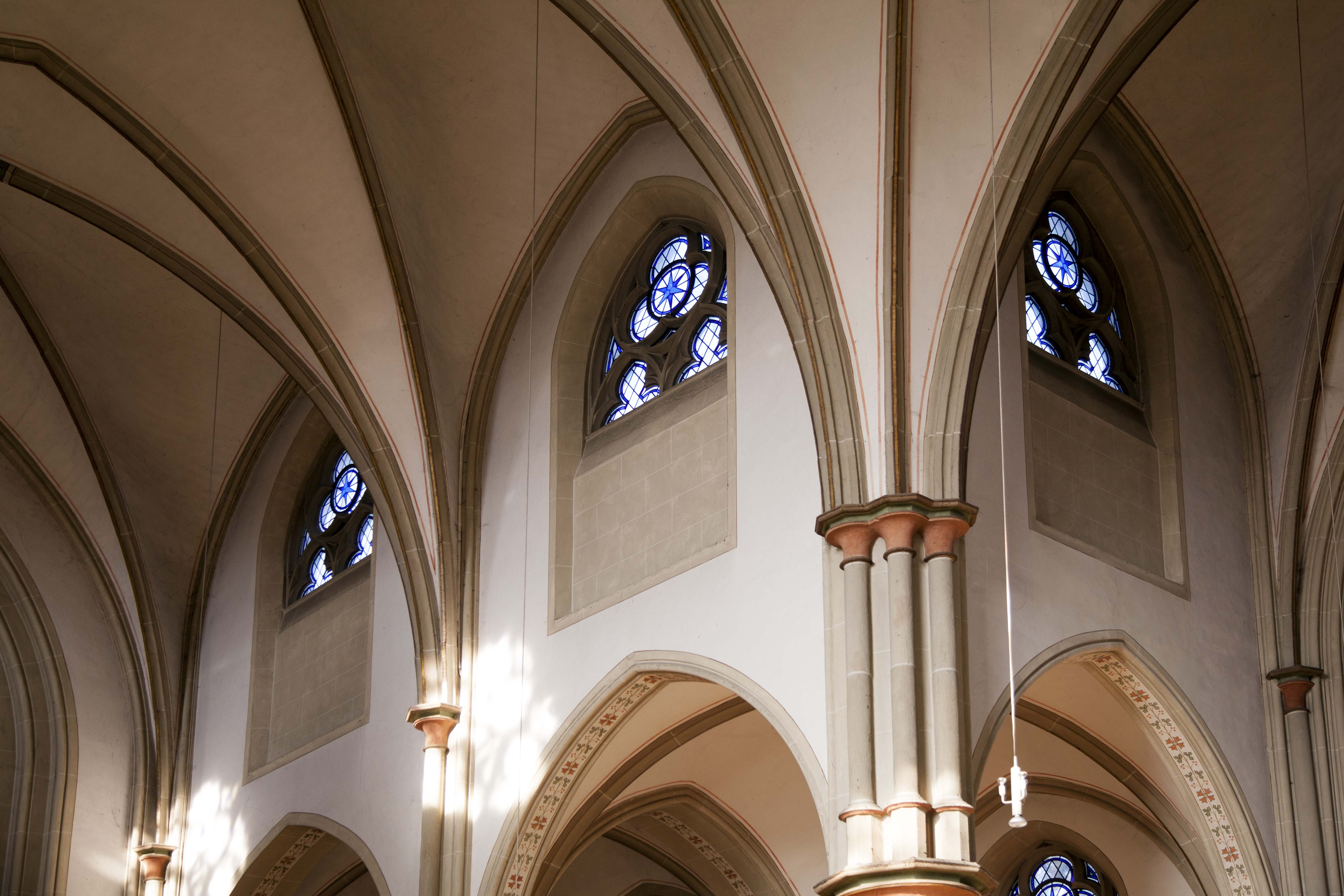
Halb vermauerte Fenster über den Eckräumen
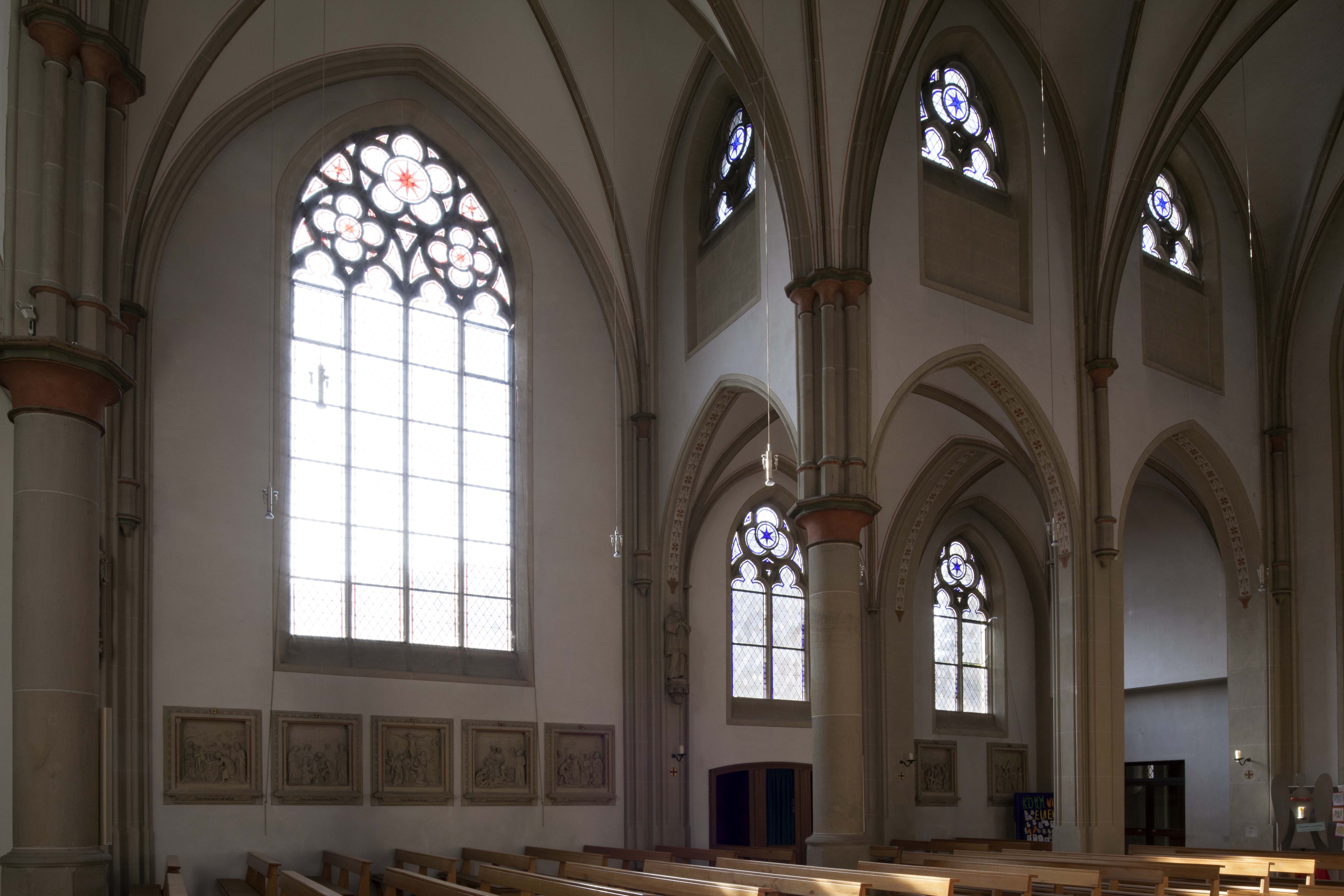
Blick durch die Vierung. Ganz rechts der 1934 neu entstandene Raum
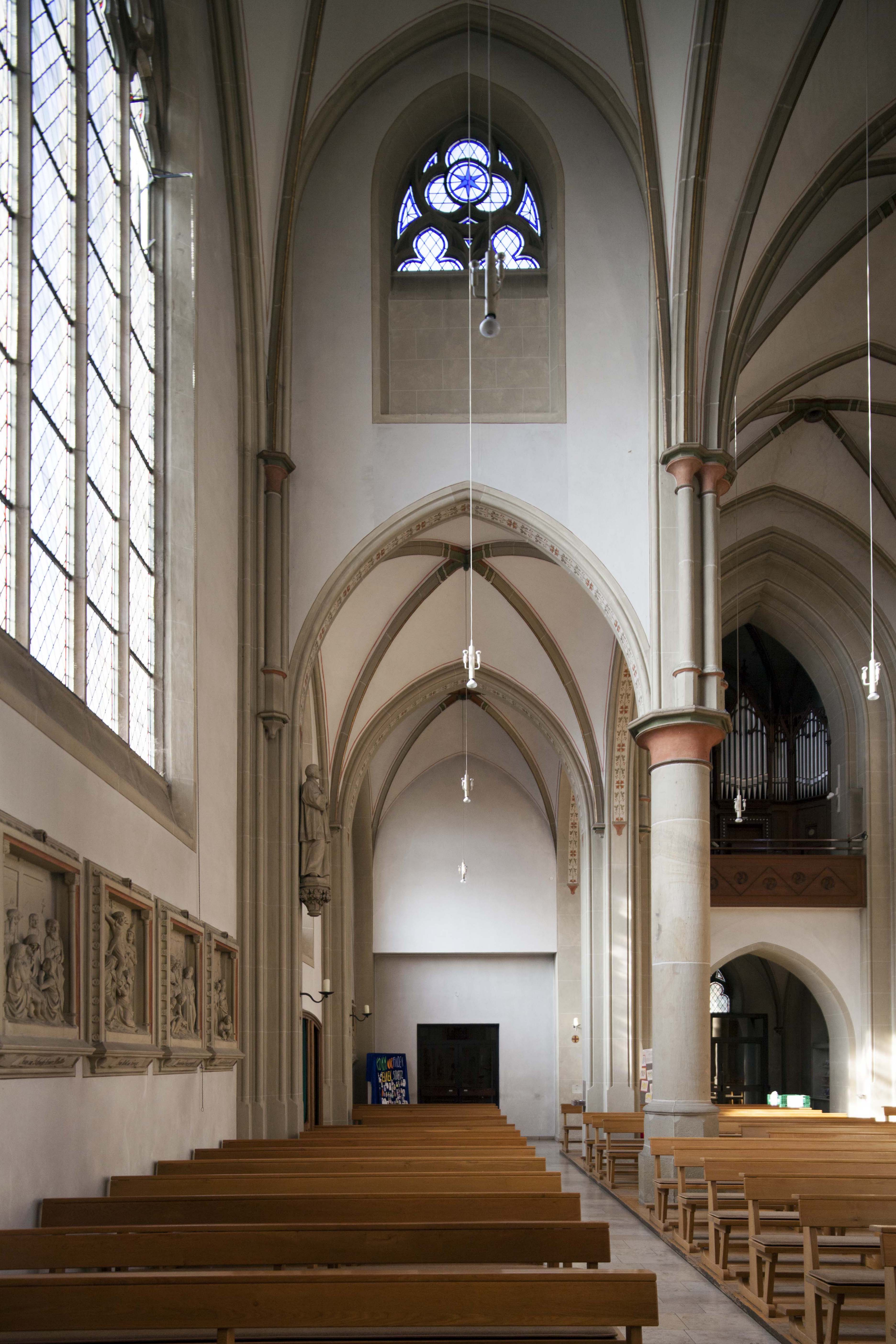
Blich durchs Seitenschiff nach Norden

Im Jahr 1973 überlegte die Gemeinde im Zuge einer durchgreifenden Kirchenrenovierung den Altar, der seit dem 2. Vatikanum die symbolische Mitte der Kirche versinnbildlichen sollte, auch gemeinsam mit dem Taufbecken tatsächlich in die Mitte des Gebäudes zu rücken. Um diesen leicht erhöhten Altarraum wollte man die Bänke gruppieren. Der Chorraum sollte abgesenkt und den Gottesdienstbesuchern als Platz angeboten werden. Dort sollte auch die Orgel stehen. Wären diese Pläne zur Ausführung gekommen, so hätte dies wie keine andere Maßnahme den Zentralbau-Charakter der Kirche wieder hervorgehoben. Das Vorhaben wurde gestoppt, der Altar blieb im Chor.

## Ausstattung

### Altäre, Kanzel, Beichtstühle
Die neue Pfarrkirche erhielt entsprechend ihrer Architektur eine reiche, durchgehend einheitliche neugotische Ausstattung. Durch Neugestaltung die z. B. durch Veränderungen in der Liturgie nach dem 2. Vatikanischen Konzil notwendig geworden war, ist von dieser Erstausstattung jedoch nicht mehr viel übrig geblieben.
Der Hochaltar der Chorapsis sowie die der Hl. Maria und dem Hl. Josef geweihten Nebenaltäre wurden 1961 entfernt. Sie waren ursprünglich nach einem Entwurf des Architekten Hertel von den münsteraner Bildhauern August Schmiemann (Hochaltar, Marienaltar) bzw. Fritz Ewertz (Josephsaltar) geschaffen worden. Die am östlichen Vierungspfeiler angebrachte Kanzel aus gebeiztem und bemaltem Eichenholz, wurde, den liturgischen Anforderungen nicht mehr entsprechend, zur gleichen Zeit abgenommen, ebenso wie die drei holzgeschnitzten Beichtstühle.
Die Chorbestuhlung aus geschnitztem dunklen Eichenholz wurde im Zuge der Umgestaltung nach dem Vatikanum nur in Fragmenten wieder aufgestellt.
Einige Ausstattungsteile wurden aus der alten Kirche übernommen. So z. B. der heute verschollene gotische Taufstein, sowie ein flämischer Kronleuchter, der mittlerweile wieder in die alte Kirche zurückgekehrt ist.

### Ausmalung
Im Jahr 1952 wurde nahezu die gesamte, vom Kirchenmaler Anton Sötebier aus Münster erstellte Ausmalung im Nazarener-Stil entfernt. Sie wich einer durchgehenden weißen Fassung. In den 1990er Jahren wurde diese durch eine Bemalung der Gurtbögen, Gewölberippen, Lisenen und Pilaster mit floralen Ornamenten ergänzt.

### Bildhauerische Werke
An den Eckpfeilern der inneren Seitenschiffarme stehen vier Heiligenfiguren, gearbeitet von Bildhauer August Schmiemann (Münster) aus Baumberger Sandstein. Es handelt sich um die Hl. Elisabeth und die Hl. Agnes als Patroninnen der Frauen und Jungfrauen auf der linken Seite (der ehemaligen Frauenseite), und auf der ehemals den Männern vorbehaltenen, rechten Kirchenseite dem Hl. Antonius von Padua und dem Hl. Aloisius als Schutzheilige der Männer und männlichen Jugendlichen. Auch diese Figuren sind in der typischen Formensprache der Nazarener gearbeitet.

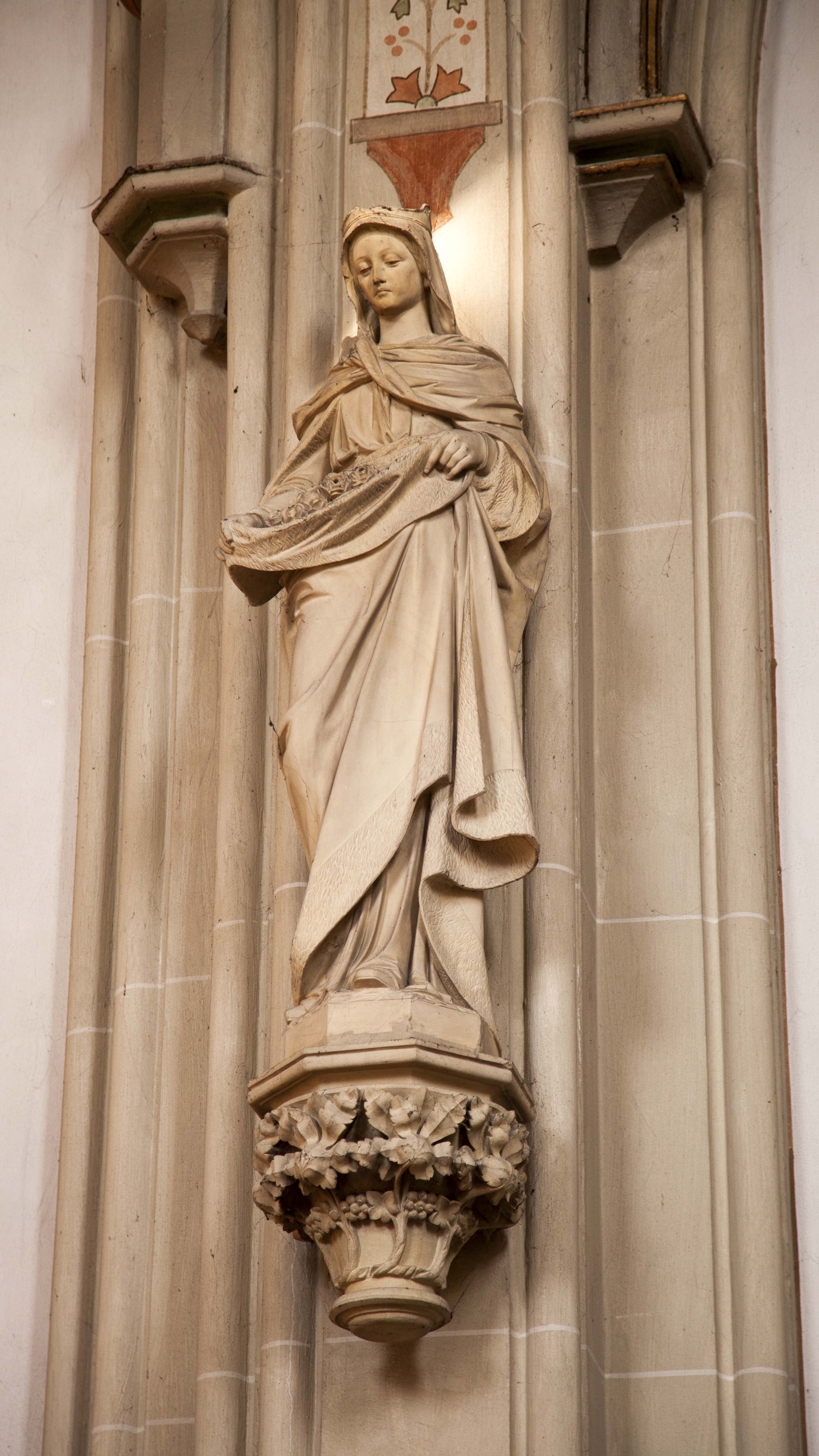
Die Hl. Elisabeth
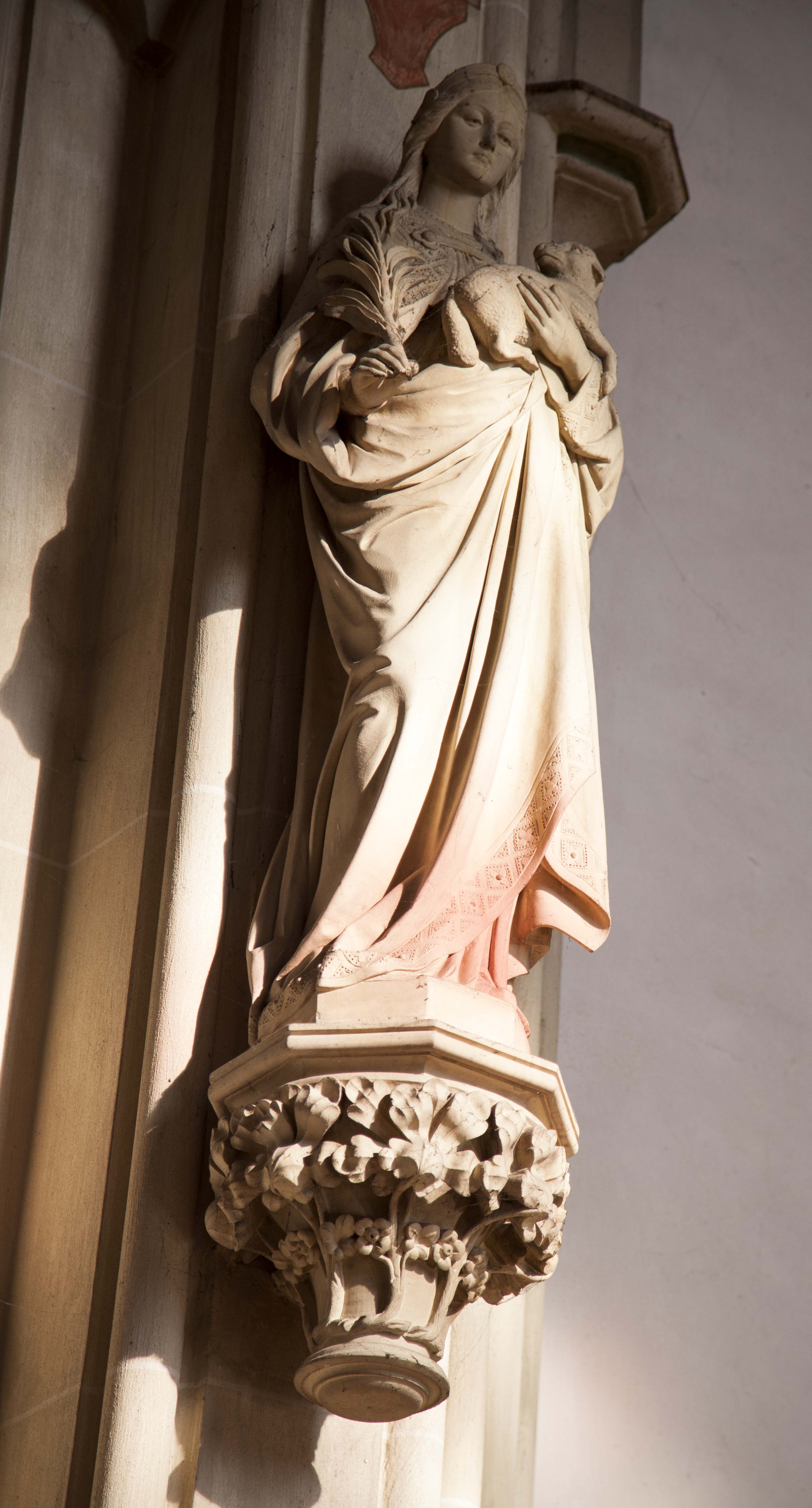
Die Hl. Agnes
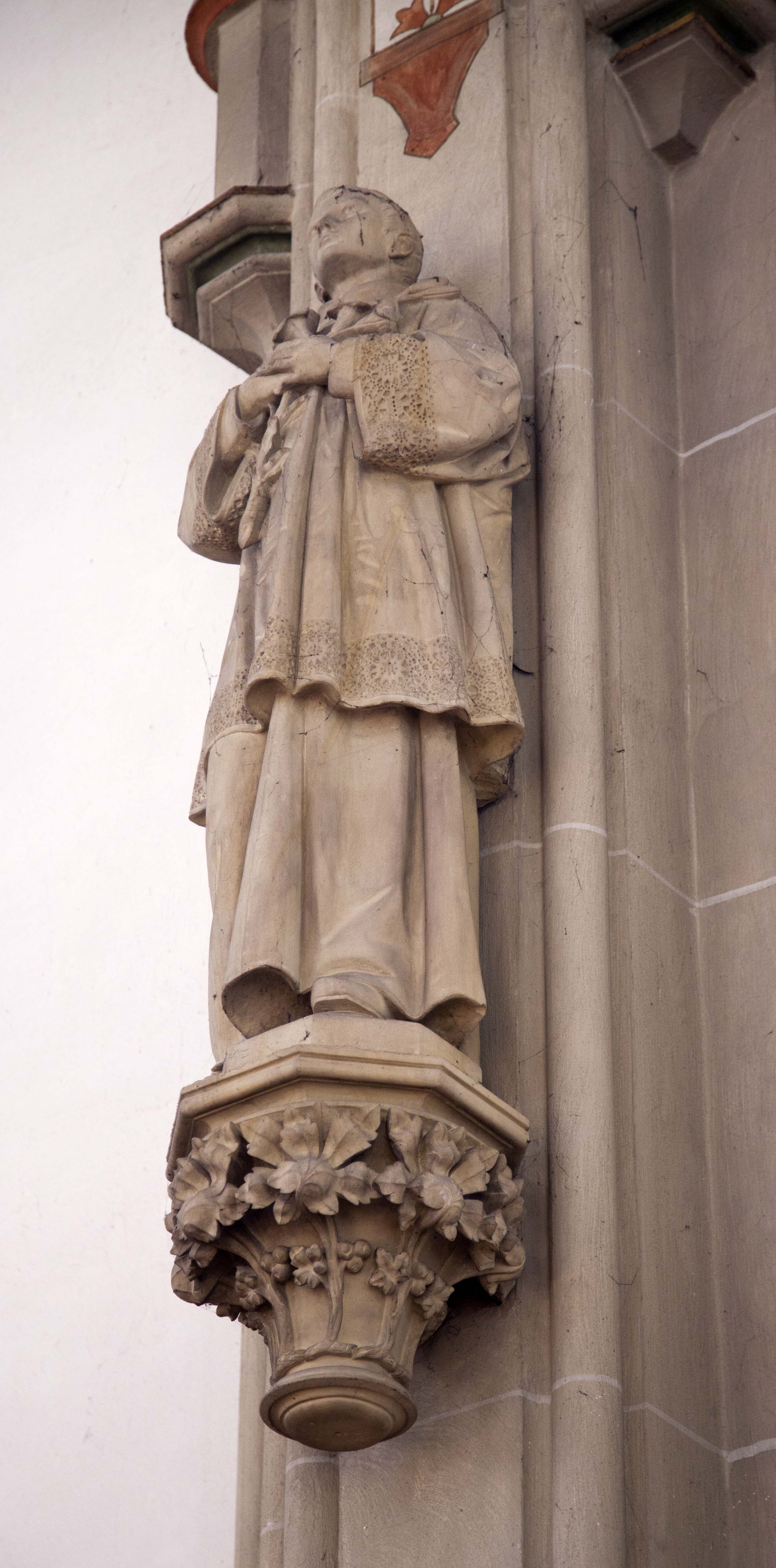
Der Hl. Aloisius
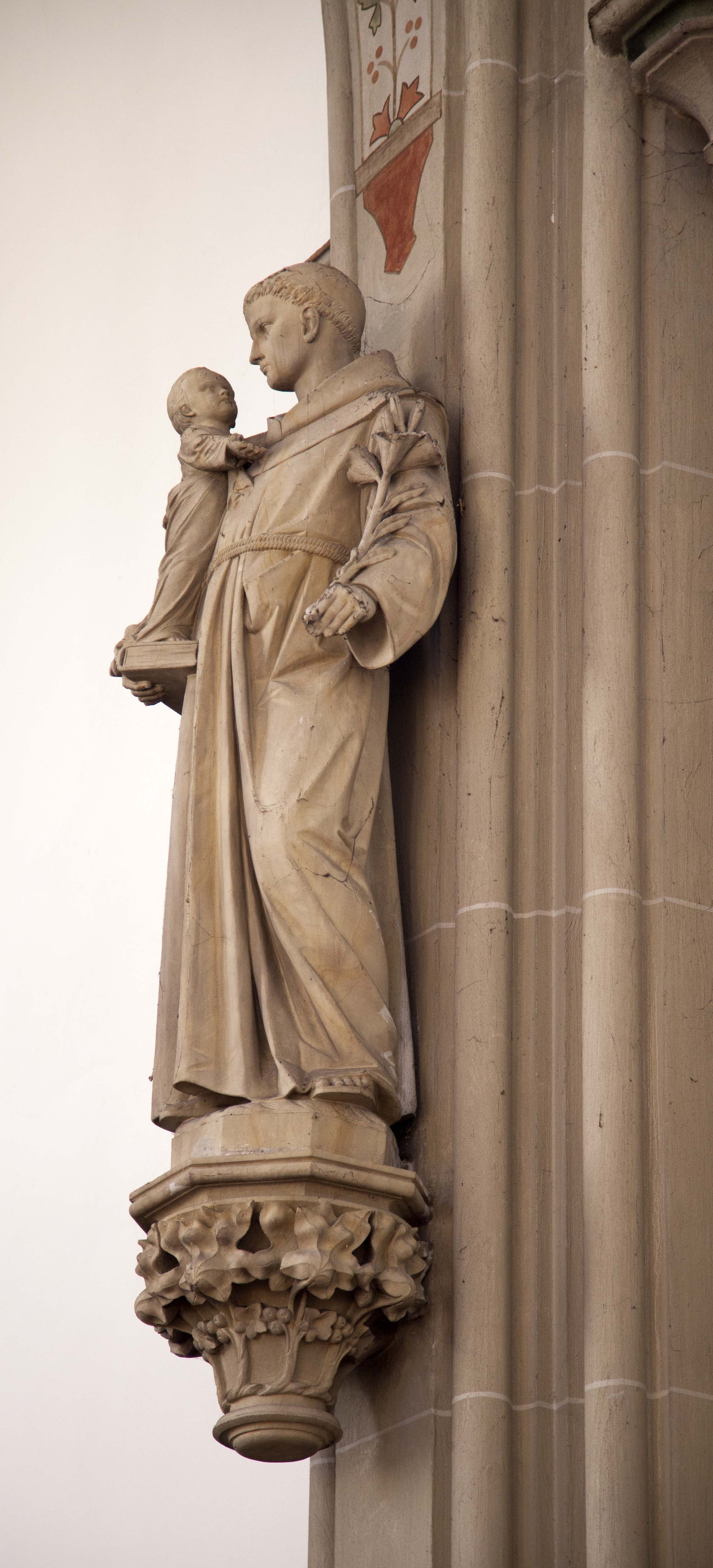
Der Hl. Antonius

In der Seitenschiffmauern befinden sich 14 Kreuzwegstationen, gearbeitet von Bildhauer Fritz Ewertz (Münster) aus Baumberger Sandstein. Sie zeigen das Leiden Christi in bewegten Szenen die von reich dekorierten Rahmen umfasst sind.
Ebenfalls aus der alten Kirche stammt ein Pietà des Rheiner Bildhauers Bernd Meyering aus dem letzten Viertel des 17. Jahrhunderts. Kirchenmaler Sötebier passte die Figur durch eine Neufassung an die Farbigkeit seiner Kirchenmalerei an. Die Figur steht heute – noch immer hochverehrt durch die Mesumer Christen – am nordöstlichen Pfeiler.

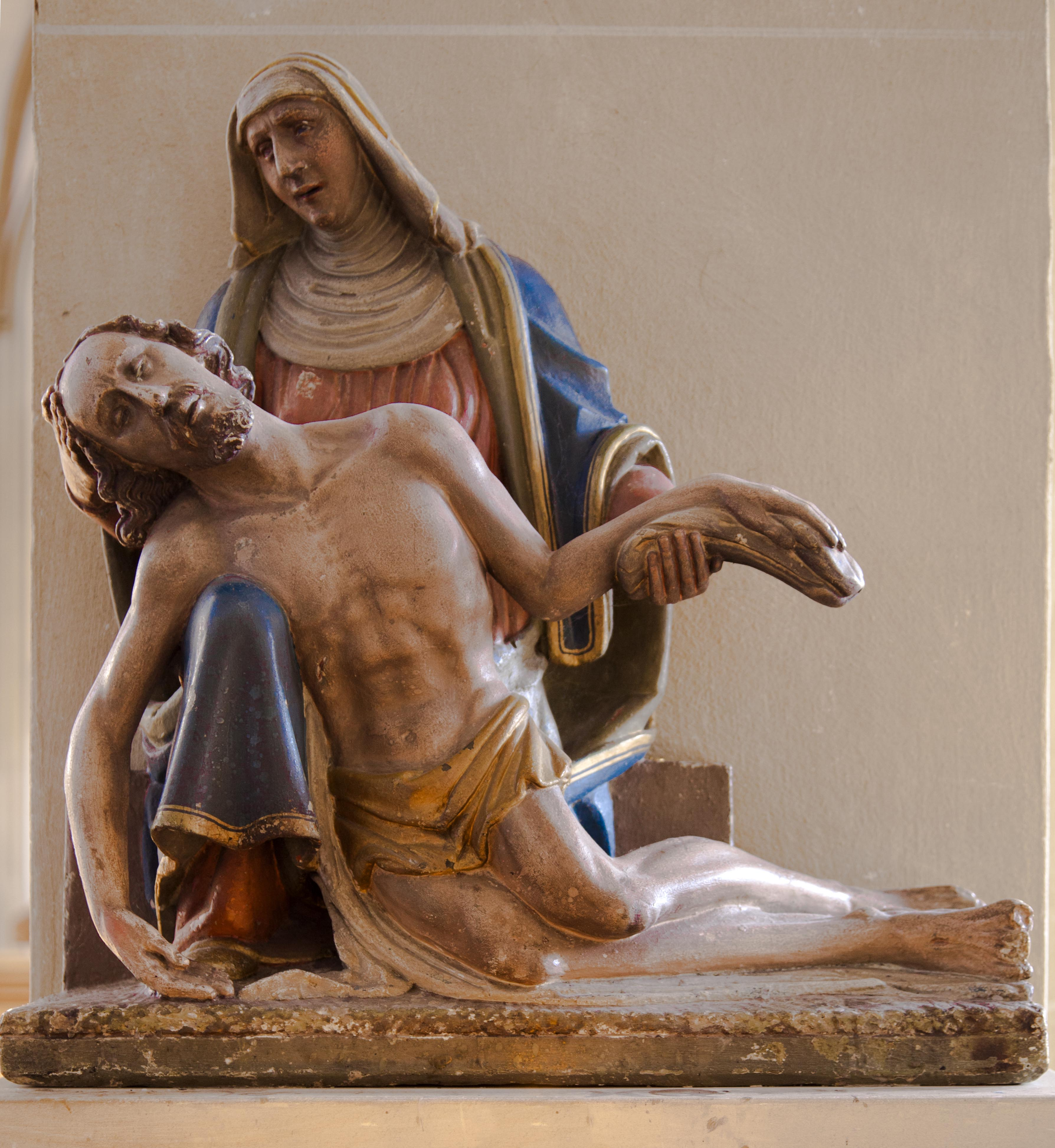
Die Pietà Meyerings
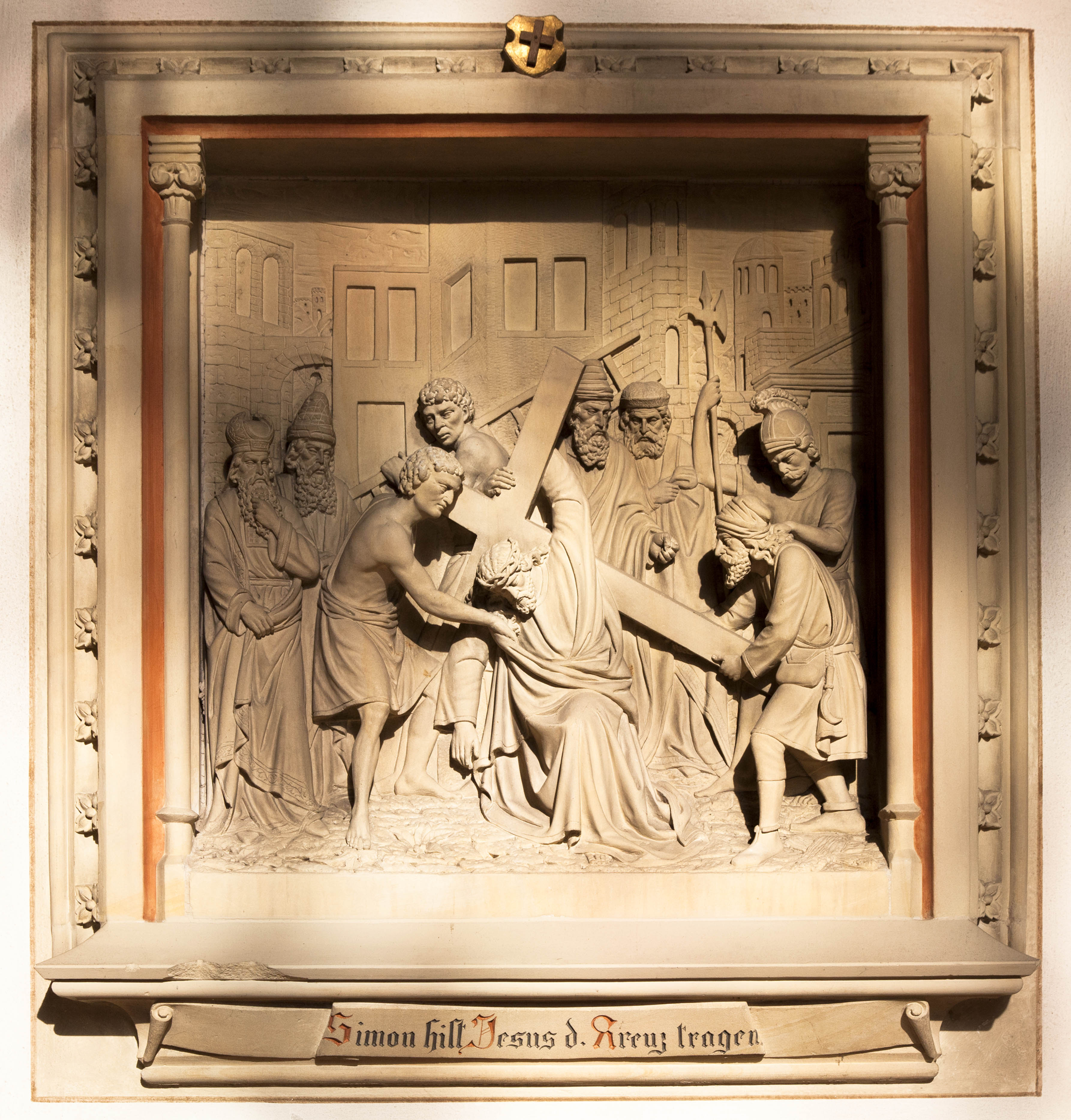
Eine der 14 Kreuzwegstationen
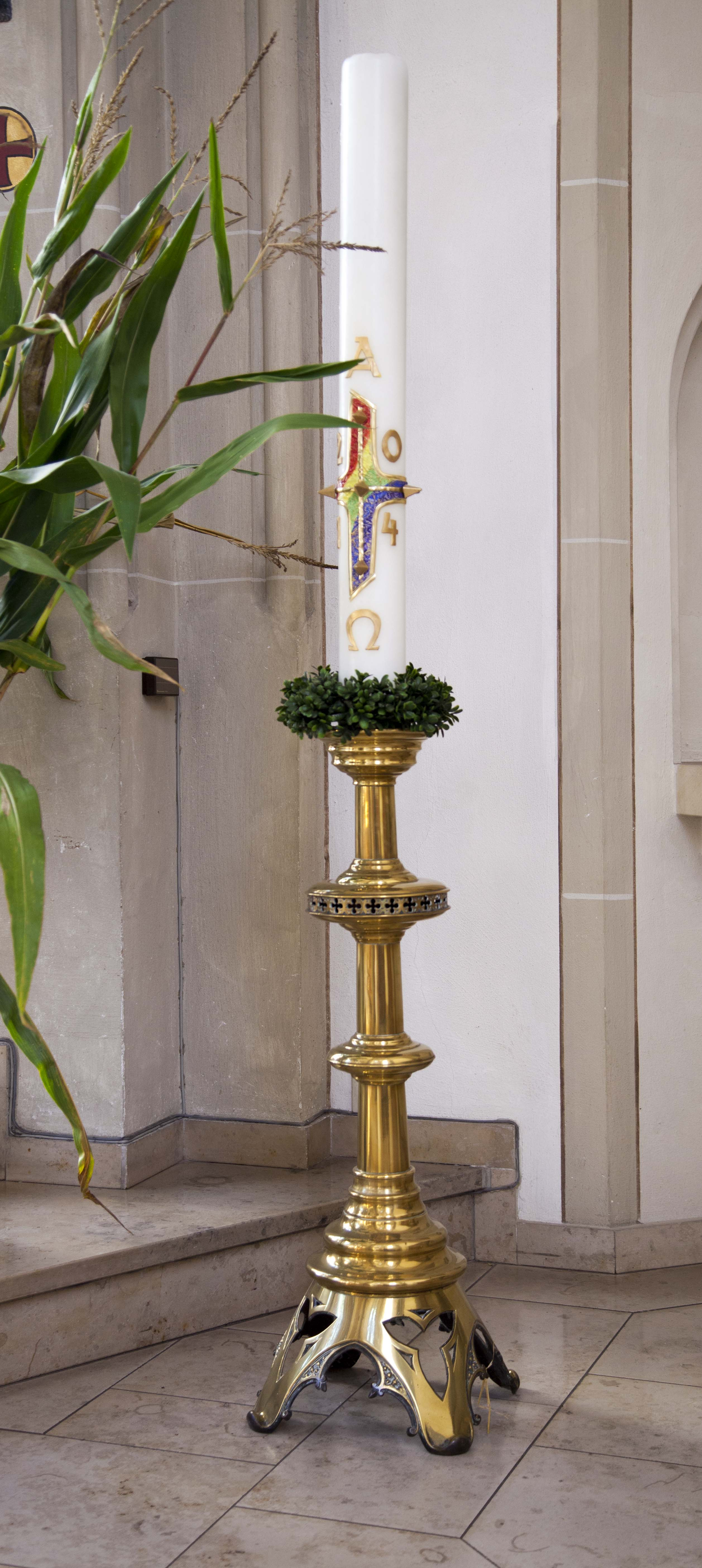
Osterleuchter der Urausstattung
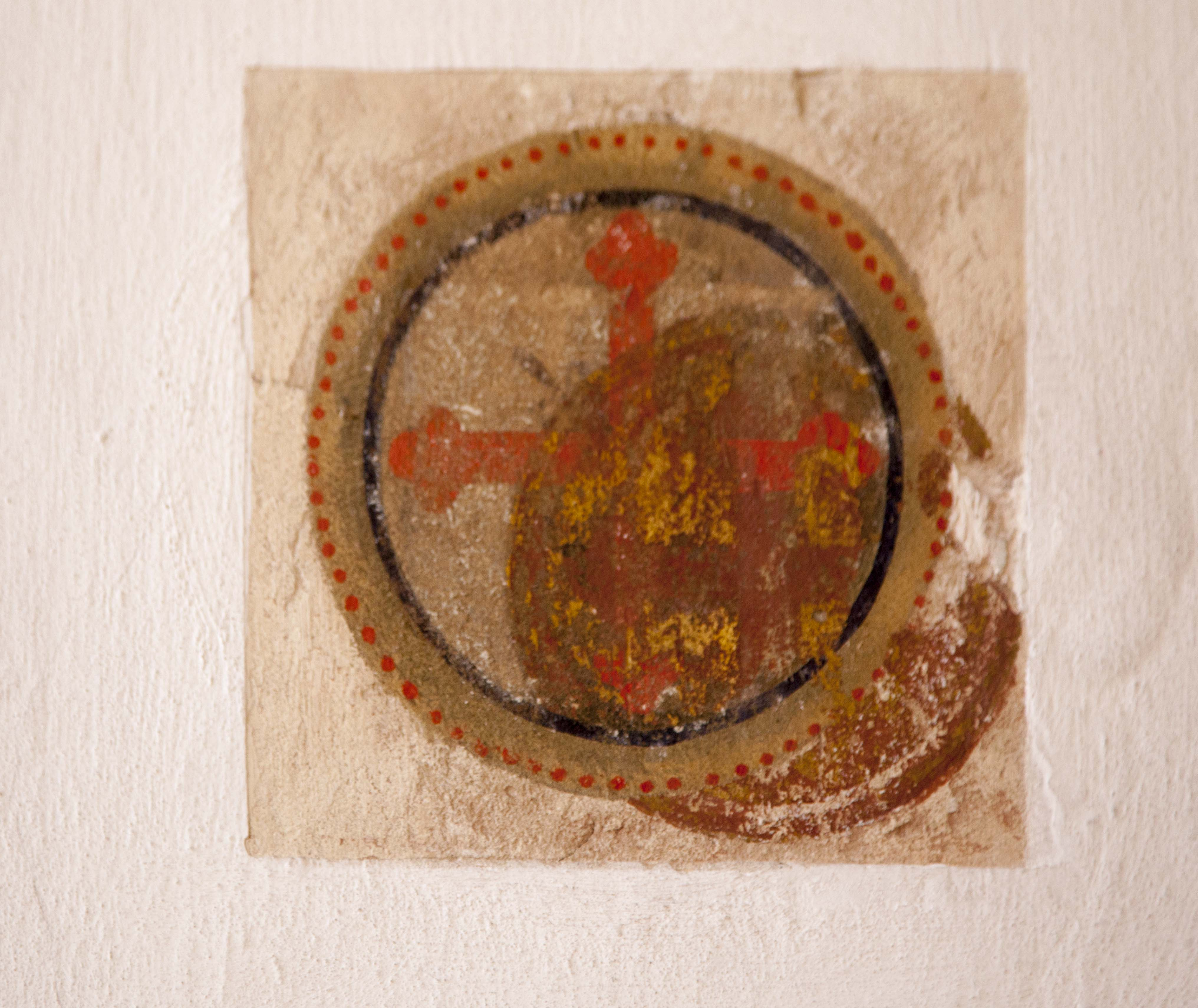
Rest der alten Bemalung

### Fenster
Die drei Chorfenster vom Glasmaler Anton von der Forst aus Münster sind aus der Erbauungszeit erhalten. Sie zeigen in zweibahniger Farbverglasung neben gotisierenden Ornamenten und Baldachin-Architekturen sechs Figuren: in der Mitte die Taufe Christi durch den Pfarrpatron Johannes den Täufer, an den Seiten die vier lateinischen Kirchenlehrer (v.l.) Ambrosius, Gregor, Hieronymus und Augustinus. Die Darstellung der Figuren ist dem Nazarener Stil verhaftet, mit deutlichem Vorbild in der Renaissancemalerei des 16. Jahrhunderts in Italien.
Alle weiteren Fenster des Kirchenhauptraumes sind Maßwerkfenster mit einfacher farbloser oder in Akzenten einfarbiger Bleiverglasung der Firma Melchior Junglas aus Münster, gefertigt in den 70er Jahren.

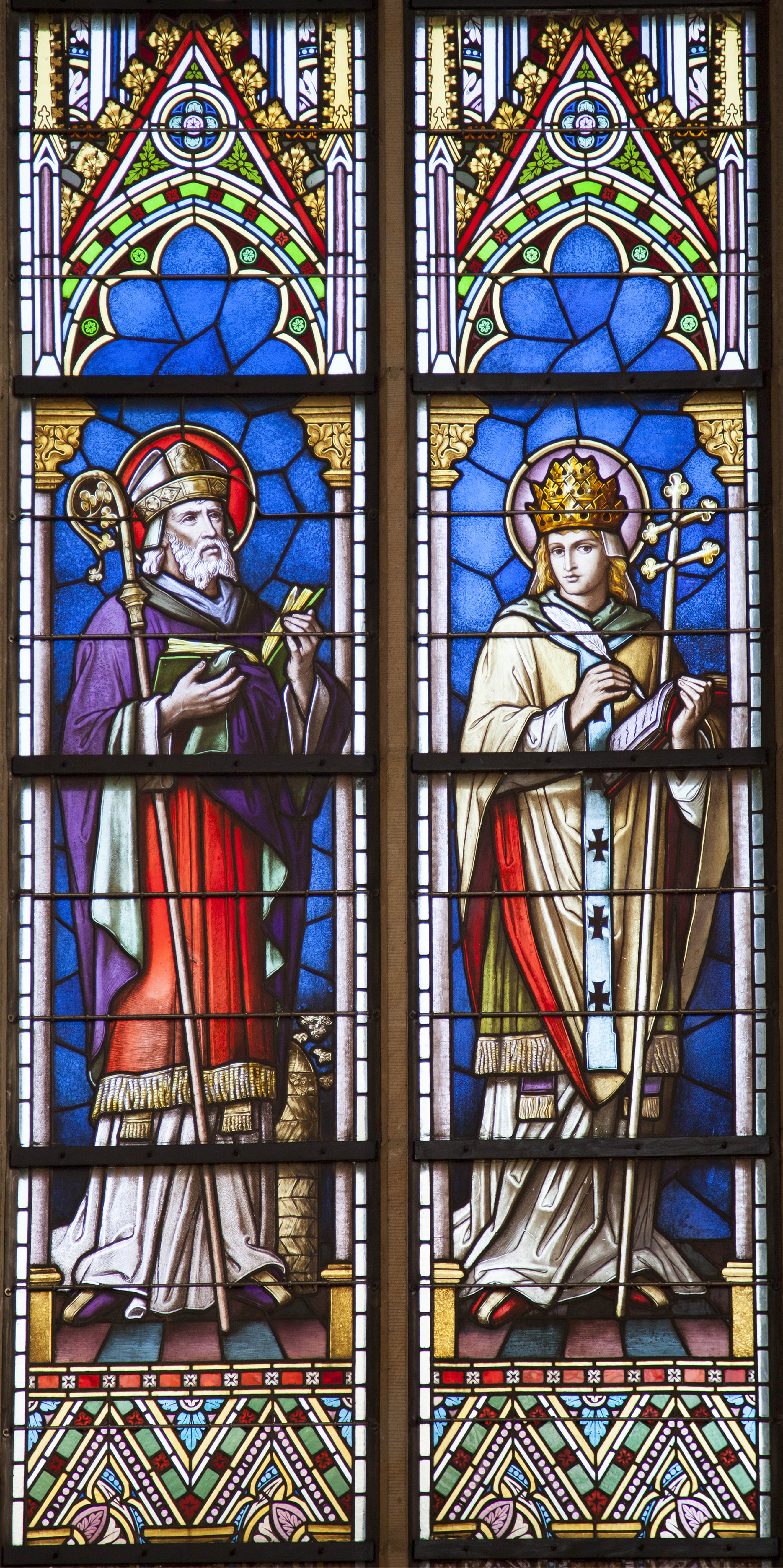
Linkes Chorfenster (Ausschnitt)
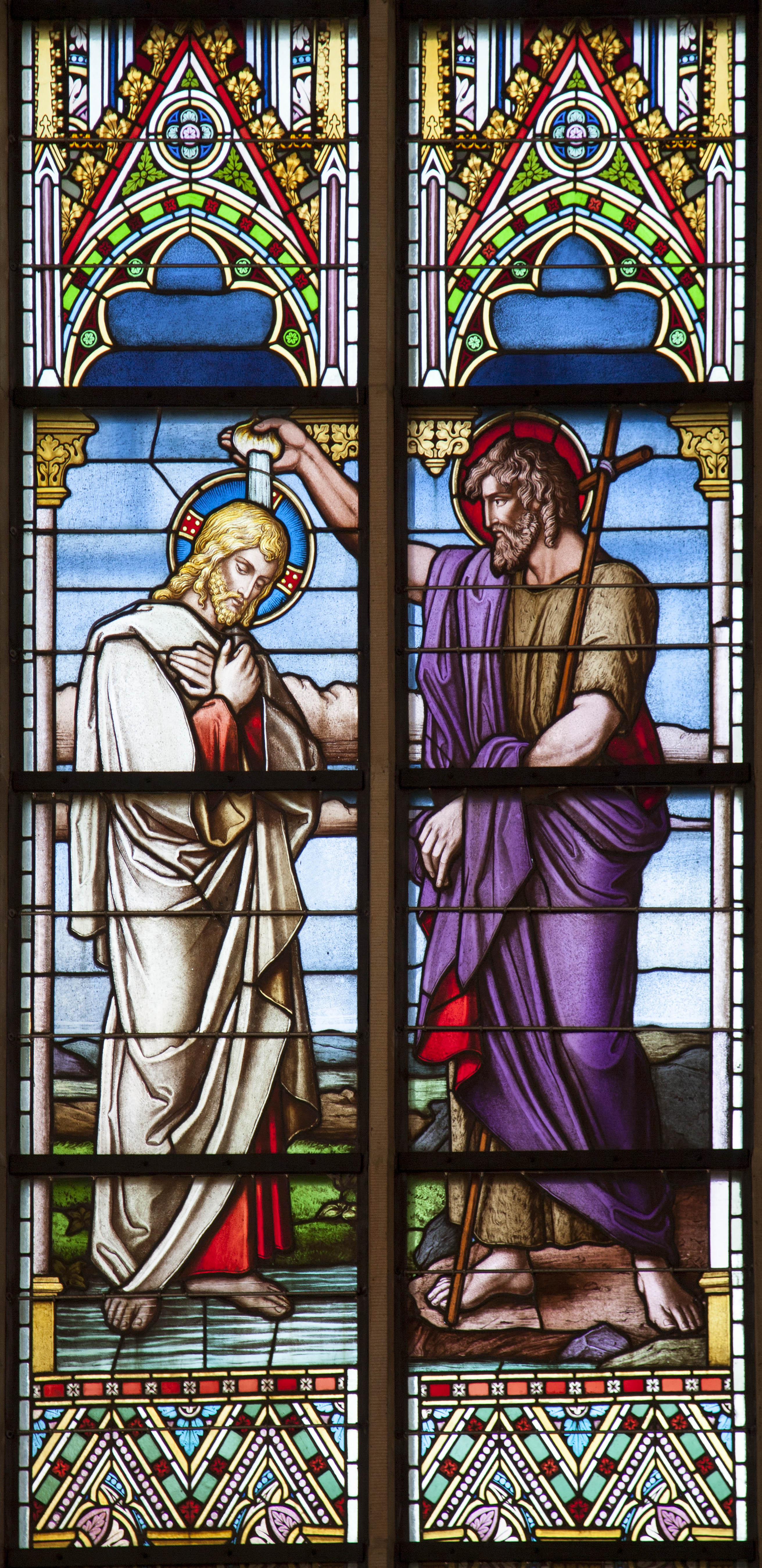
Mittleres Chorfenster (Ausschnitt)
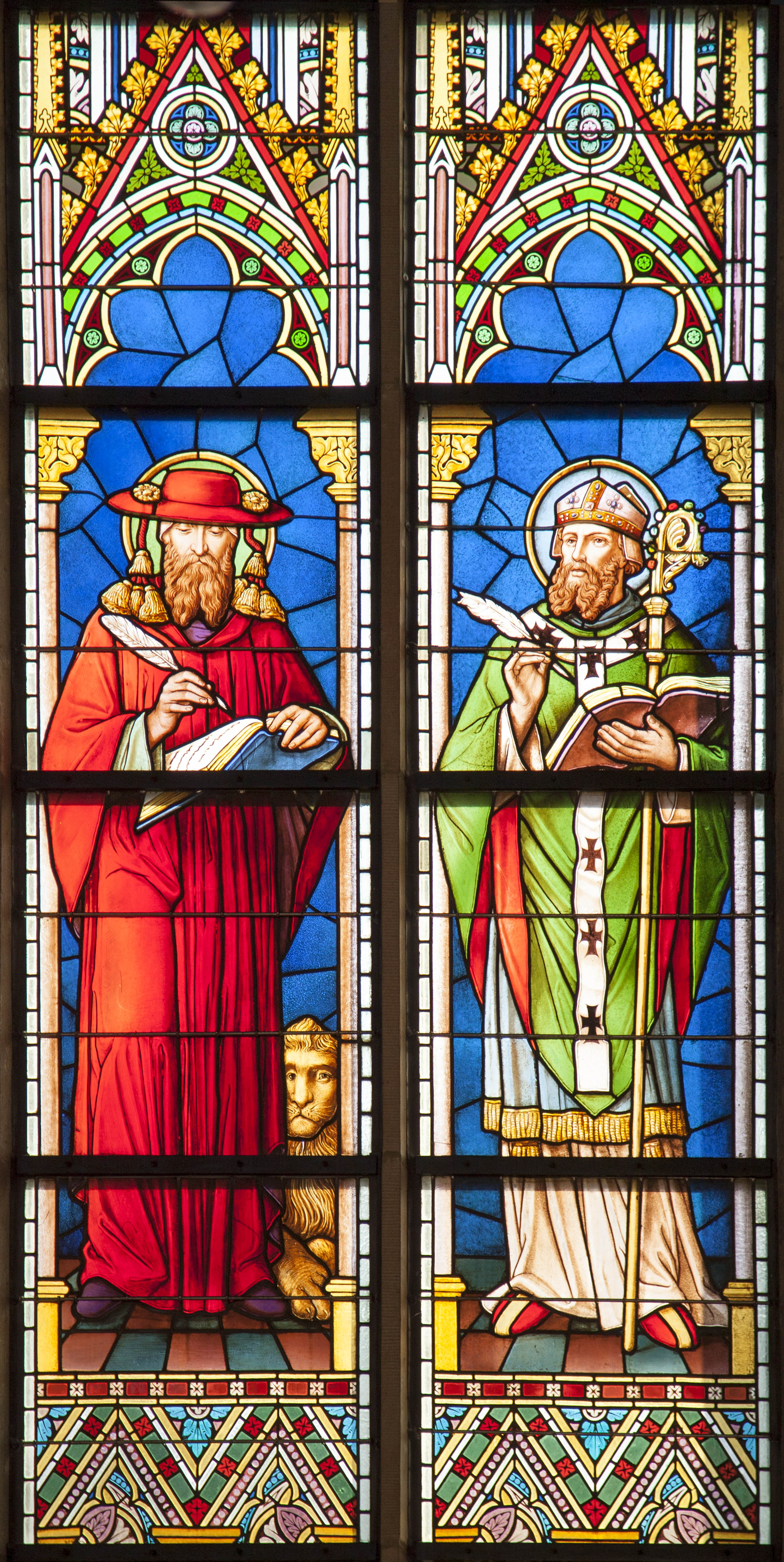
Rechtes Chorfenster (Ausschnitt)

Die Fenster der ehemalige östlichen Sakristei wurden im Zuge der Umfunktionierung dieses Raumes zur Taufkapelle 1977 mit zwei kräftig farbigen Fenstern zum Thema "Die reinigenden Elemente Wasser und Feuer" vom Künstler Josef Dieckmann neu gestaltet.

### Neuere Bildwerke
In neuerer Zeit erhielt die Kirche zwei Bildwerke: eine russische Ikonenarbeit im Typus der Gottesmutter von Tichwin (1993) in der Anbetungskapelle (der ehemaligen östlichen Sakristei) und ein kraftvoll farbiges Bild des Pfarrpatrons Johannes (1994) im Stil des Neo-Expressionismus von Đuro Seder über dem Taufbecken.

## Orgel

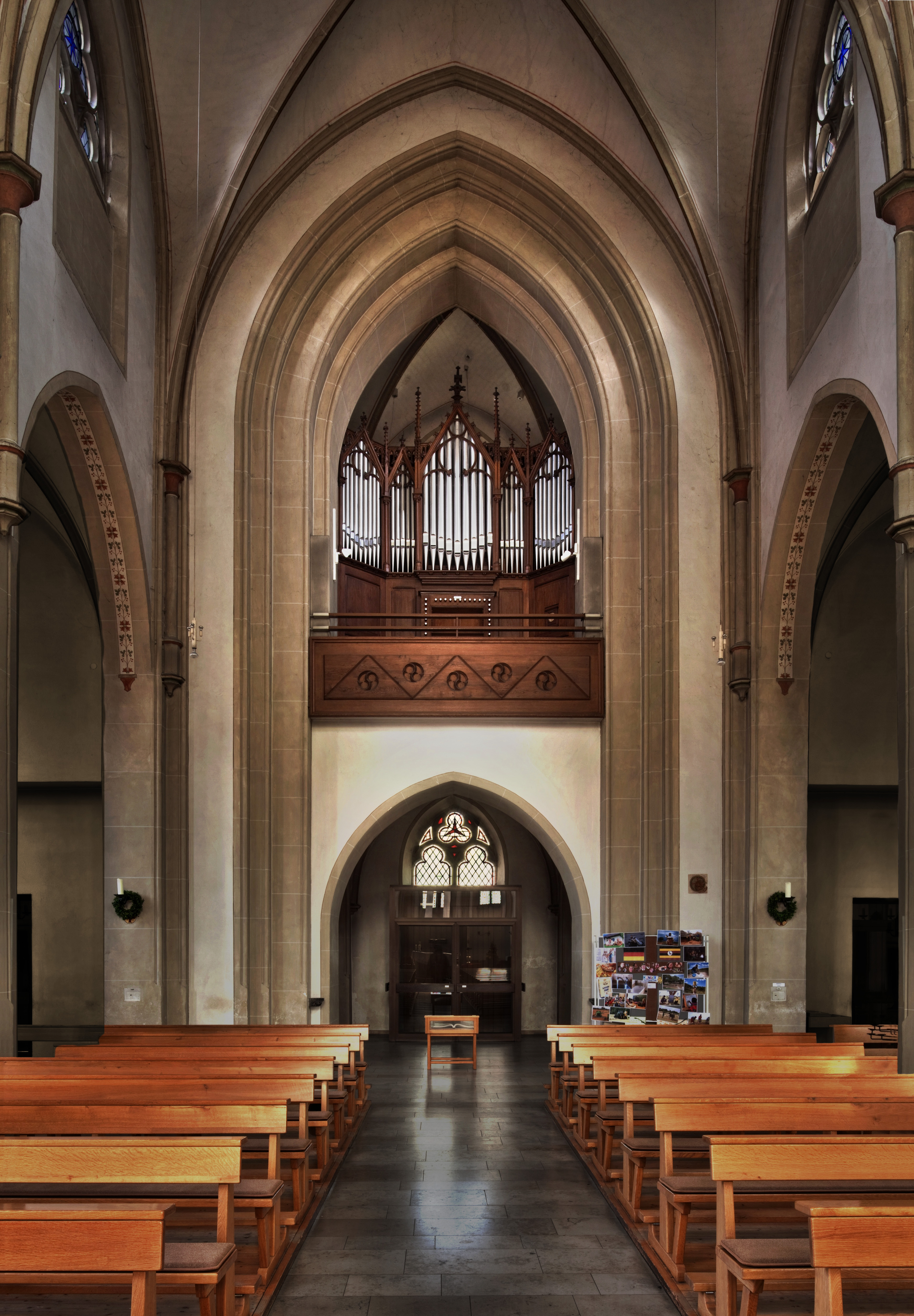
Die Fleiter-Orgel auf der Nord-Empore

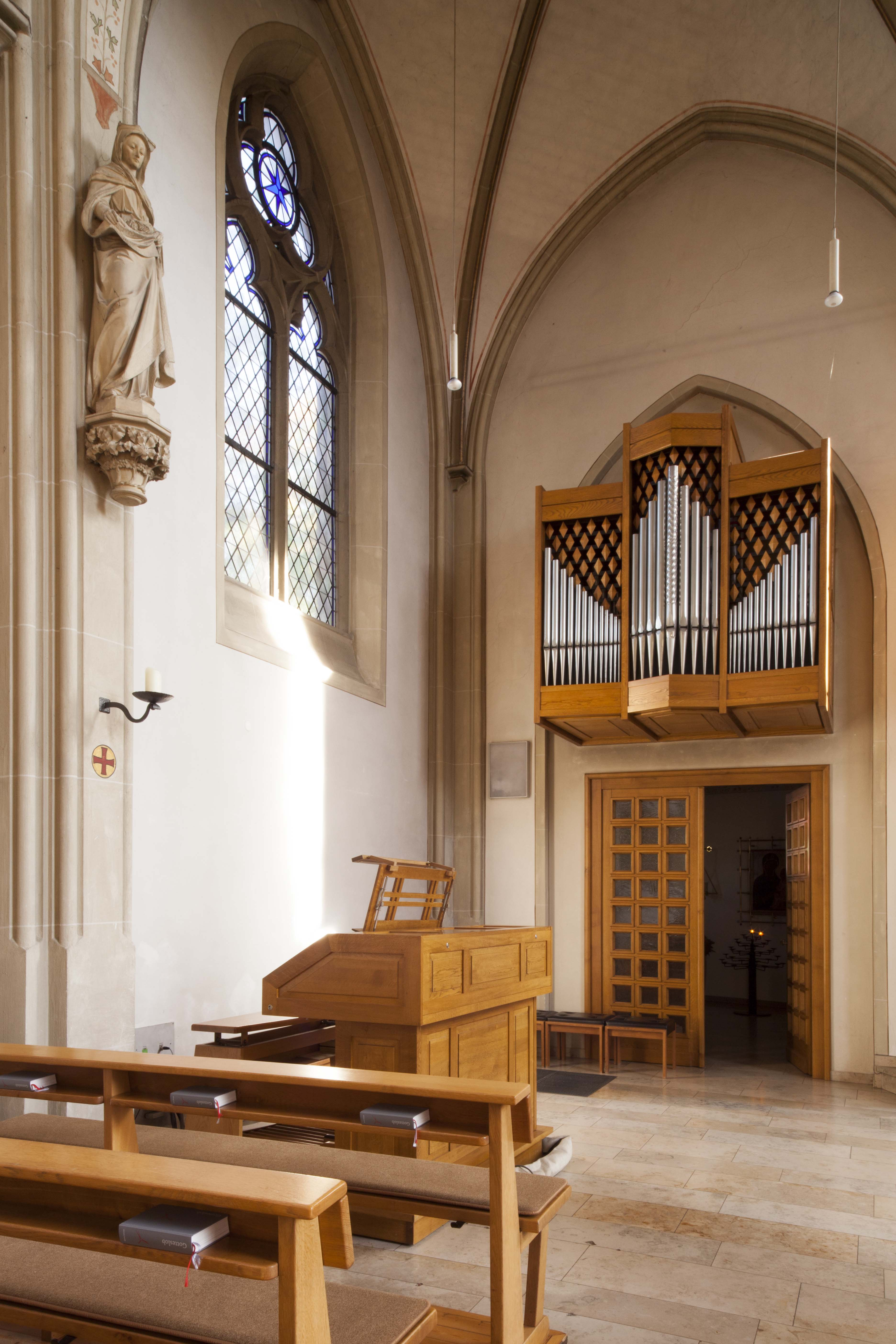
Die Chor-Orgel und der neue Spieltisch an der Stirnwand des östlichen Seitenschiffes

### Geschichte
Beim „Umzug“ der Gemeinde aus der alten Pfarrkirche in den Neubau entschied man sich, die schadhafte alte Orgel nicht zu übertragen. Man verkaufte sie einige Jahre später an die Redemptoristen in Glanerbrug. Den Auftrag zum Neubau erhielt Friedrich Fleiter in Münster, und er lieferte das Instrument im Jahr 1890, dem Weihejahr der Kirche. Diese Orgel stellt heute die älteste Kirchenorgel im Dekanat Rheine dar. Sie ist darüber hinaus die einzige Kirchenorgel des 19. Jahrhunderts in Rheine.

### Prospekt
Das fünfachsige Prospekt aus dunkel gebeiztem Eichenholz mit überfassenden Maßwerkgiebeln und Fialen zeigt stumme Zinkpfeifen. Der Spieltisch ist mit seinen zwei Manualen und Pedal etwas erhöht mittig in das Prospekt integriert. Spiel- und Registertrakturen sind mechanisch. Ein Kuriosum stellt die in die Prospektwand integrierte Füllstandsanzeige dar, die dem Organisten zeigte, ob der Kalkant mit seiner Arbeit an der Rückseite der Orgel ausreichend Spielwind für die Orgel produzierte. Der Hebel, den der Kalkant zum Füllen des Magazinbalgs bediente ist an der Rückseite der Orgel ebenfalls noch erhalten, seit der Elektrifizierung der Orgel im 20. Jahrhundert aber ohne Funktion.

### Disposition
Ursprünglich verfügte das Werk von 1890 über 15 Register plus Tremulant auf Schleifladen, Spiel- und Registertraktur waren rein mechanisch. Auf der kleinen Orgelempore war jedoch die Aufstellung einer Schola oder eines Chores unmöglich. Somit wurde die Orgel 1990/91 durch Zufügung einer Chororgel von Fleiter ergänzt, die Zahl der klingenden Register erhöhte sich auf 28. Von den 13 neuen Registern wurden 7 in das Gehäuse der alten Orgel integriert. Vom neuen mobilen Spieltisch kann sowohl die historische Orgel als auch die neue Chororgel angespielt werden.
| I Hauptwerk C–f3 |                 |        |     |
| 01.              | Bordun          | 16′    |     |
| 02.              | Prinzipal       | 08′    |     |
| 03.              | Gamba           | 08′    |     |
| 04.              | Hohlflöte       | 08′    |     |
| 05.              | Oktav           | 04′    |     |
| 06.              | Rohrflöte       | 04′    |     |
| 07.              | Pastoralflöte 0 | 02 ⁄3′ |     |
| 08.              | Oktave          | 02′    |     |
| 09.              | Mixtur III      | 01 ⁄3′ |     |
| 10.              | Trompete        | 08′    | (n) |

| II Unterwerk C–f3 |                    |       |     |
| 11.               | Geigenprinzipal    | 8′    |     |
| 12.               | Salicional         | 8′    |     |
| 13.               | Lieblich Gedackt 0 | 8′    |     |
| 14.               | Flauto dolce       | 4′    |     |
| 15.               | Fugara             | 4′    | (n) |
| 16.               | Waldflöte          | 2′    |     |
| 17.               | Aetheria III       | 1 ⁄3′ | (n) |
| 18.               | Klarinette         | 8′    | (n) |

| Pedal C–d1 |                    |     |     |
| 19.        | Subbass            | 16′ |     |
| 20.        | Prinzipalbass      | 08′ |     |
| 21.        | Cello              | 08′ | (n) |
| 22.        | Choralbass         | 04′ | (n) |
| 23.        | Lieblich Posaune 0 | 16′ | (n) |

| Chororgel C–g3 |             |       |     |
| 24.            | Gedackt     | 8′    | (n) |
| 25.            | Prinzipal   | 4′    | (n) |
| 26.            | Rohrflöte   | 4′    | (n) |
| 27.            | Schwiegel 0 | 2′    | (n) |
| 28.            | Mixtur III  | 1 ⁄3′ | (n) |

- Koppeln:
- Anmerkung

(n) = nachträglich (1990/91) hinzugefügtes Register

## Jubiläum
Aus Anlass des 125-jährigen Kirchweihjubiläums organisierte die Gemeinde im Sommer 2015 eine Reihe von Veranstaltungen. Darüber hinaus informiert eine Festschrift über die Baugeschichte der Kirche; sie wurde kostenlos an die Gemeindemitglieder ausgegeben.

## Volksfrömmigkeit
Bis in das 20. Jahrhundert hinein gab es in Mesum die Johannesprozession.